# القطيب (وشحة)

تعديل مصدري - تعديل

القطيب هي إحدى قرى عزلة ضاعن بمديرية وشحة التابعة لمحافظة حجة، بلغ تعداد سكانها 654 نسمة حسب تعداد اليمن لعام 2004.